# 沈載琛
沈載琛（1861年—1940年），英文名 Sing Tsae-seng，清末民国著名传教士，宗教学者。又名再生，宁波鄞县人。

## 生平
沈於1861年11月17日出于浙江宁波府鄞县仁澤堂侧屋，此为英国传教士祿賜之住宅，後建为仁澤醫院，现今为孝聞街之旧宅。沈为宁波首牧沈恩德之長子。当时因太平军进攻宁波府，满月即随家人迁居宁波府江北避兵灾。1863年，随家人迁居宁波府庄桥，其弟沈載琳(又名再靈)出生。1870年9岁时入教会学校念书，该学校后成为三一书院，王有光(际唐)为教员之一。由此精拈英文、希腊文，并于1880年毕业留校任教。1882年，三一学院后成立中学部，为三一中学，沈遂任教于此，教授算学、地理学和希腊文三年。1885年入三一高院学习神学，并任教員。1886年于神學畢業，成为三一書院第一任教習，并就任院长。1880年至1912年，沈执教三一学院长达32年，并任宁波府鄞县牧师，并历任聖公會會吏、會長、會吏總。
1912年辛亥革命后沈赴上海，于1918年10月2日由中華聖公會于上海救主堂被册封為浙江聖公會會督兼任浙江教区主教。此为首位华人册封主教。于此英國倫敦威斯敏斯特大教堂之英國聖公會聯合宣教會堂建有紀念沈之五彩玻璃窗，原有他穿著圣禮服之全身像供信徒瞻仰。
1940年七日上午十时一刻，沈在上海逝世，《申报》于9月9日刊讣告《沈载琛主教前日逝世》：
| 圣公会中华人最先任主教职之沈载琛博士，于本月七日上午十时一刻，在梵王渡圣约翰大学校副校长室内去世，享寿八十岁。主教平日矫健异常，年逾古稀，行步如飞。近年来虽渐露衰态，然健饭如常，不幸于本年五月间跌伤右足，卧床四阅月，终致不起，谨将其事迹略述如左： 家世：主教于一八六一年阴历十一月十七日，生于浙江宁波，其父恩德老牧师为浙江英圣公会中最先任会长圣品之华人，兄弟三人，主教居长。长弟载琳，亦任浙江杭州圣公会牧师多年。季弟载璋则驰誉邮务。妹子六人，其四位妹丈俱为浙江圣公会牧师，一位即本市山东路圣保罗堂前任牧师陈继铎会长是也。其余二位亦皆为浙江圣公会中之名医师。 资历：主教毕业于浙江三一书院，兼神道学院毕业后，即服务教会，任三一书院首席教师，历三十二年。今日浙江圣公会诸服务人员，多为其亲手栽植，计自始授会吏圣职以至于会长会吏总主教各职，共历五十余年之久，其任为会吏，总亦为华人中首先荣膺是职者也。 事工：主教在教会中建树甚多，除教授外，更开拓牧境多区，建立教会基础，广传救人福音。虽中途迭遭险阻，亦毫不畏缩，坚毅卓绝，惨淡经营，传道事工，因之蒸蒸日上。一九一八年，晋级主教，上海圣约翰大学及加拿大之士朗多大学先后赠以神学博士学位，旋以年逾七旬，循例退休，然讲经传身，一如往日，盖殷勤服务已成天性矣。 后嗣：主教有三子五女，长嗣信，久任上海城内天恩堂牧师，二年前因积劳病故。次嗣仁，湛深医学，教授湘雅大学，亦已早故。三子即今约大副校长沈嗣良。五女现存其二，而孙子、女孙、外孙女等则已匍匐满架，兰桂成行矣。 |

原配史氏，为月湖史氏之后，有三子五女。